# اجلاس ۲۰۱۷ سران گروه ۲۰ هامبورگ
اجلاس ۲۰۱۷ سران گروه ۲۰ هامبورگ، اجلاس سالانه رهبران بیست اقتصاد قدرتمند جهان بود که در روزهای ۷ و ۸ ژوئیه در هامبورگ آلمان برگزار شد و اعضای آن موفق شدند تا به جز بخش تغییرات اقلیمی، بر سر دیگر جزئیات اعلامیه رسمی مشترک این نشست به توافق برسند. اجلاس ۲۰۱۷، دوازدهمین نشست سالانه سران این گروه بود.

## گروه ۲۰

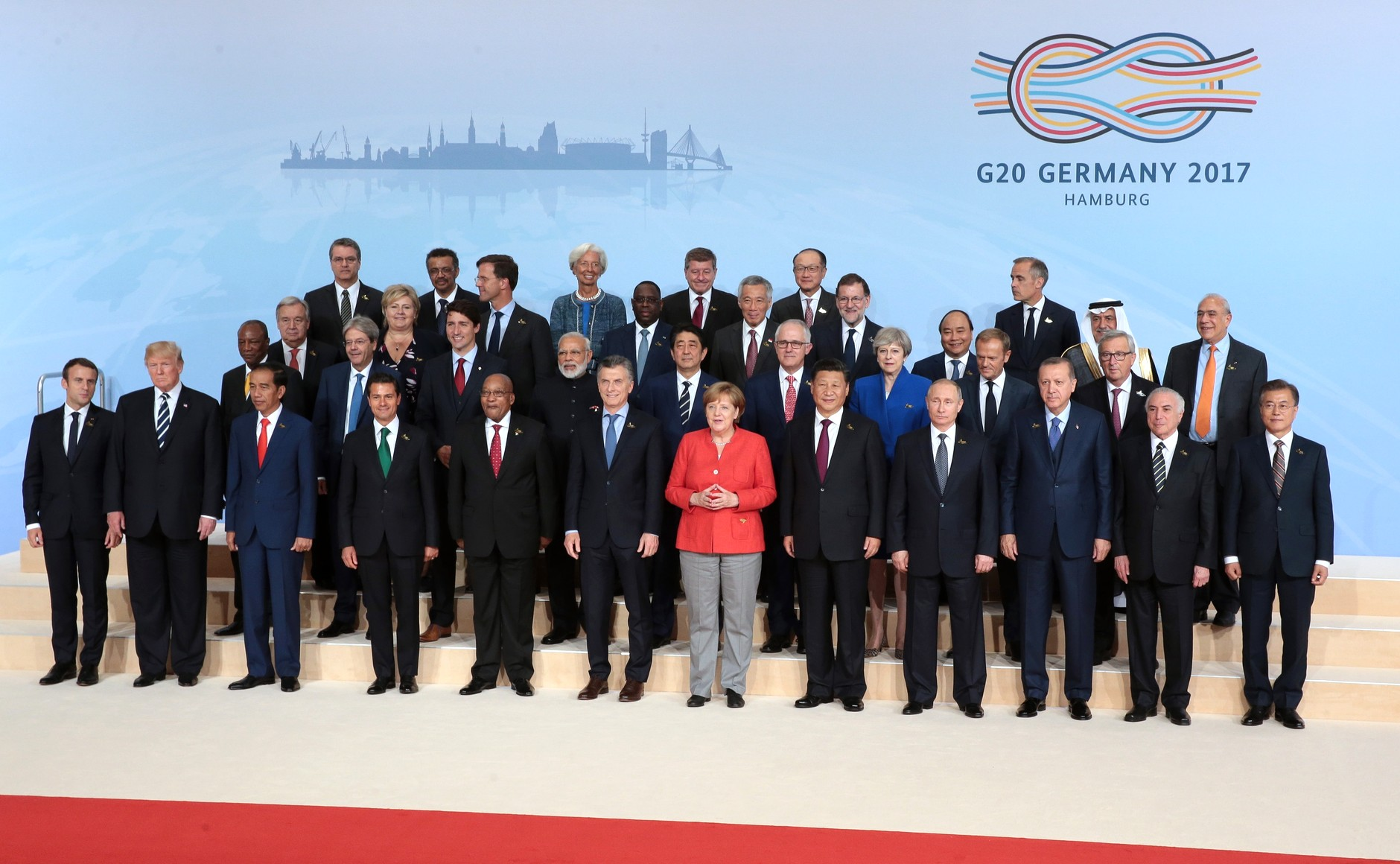
سران گروه ۲۰

گروه ۲۰ از بیست کشور قدرتمند جهان تشکیل شده که نماینده دو سوم جمعیت جهان هستند و چهار پنجم تولید جهانی و سه چهارم تجارت و در کل ۸۵ درصد اقتصاد دنیا را در کنترل دارند. کشورهای آمریکا، روسیه، بریتانیا، فرانسه، آلمان، ایتالیا، چین، ژاپن، کره جنوبی، هند، استرالیا، اندونزی، آرژانتین، مکزیک، برزیل، آفریقای جنوبی، کانادا، ترکیه، عربستان سعودی و اتحادیه اروپا اعضای تشکیل‌دهنده گروه ۲۰ می‌باشد و اجلاس این گروه هرساله برای رایزنی در مورد اولویت‌های اقتصادی و نگرانی‌های امنیتی جهانی در یک کشور برگزار می‌شود.
اجلاس پیشین این گروه در روزهای چهارم و پنجم سپتامبر ۲۰۱۶ در شهر هانگژو مرکز استان ژجیانگ چین برگزار شده بود و اجلاس ۲۰۱۸ این گروه در بوئنوس آیرس پایتخت آرژانتین برگزار خواهد شد.

## اجلاس ۲۰۱۷

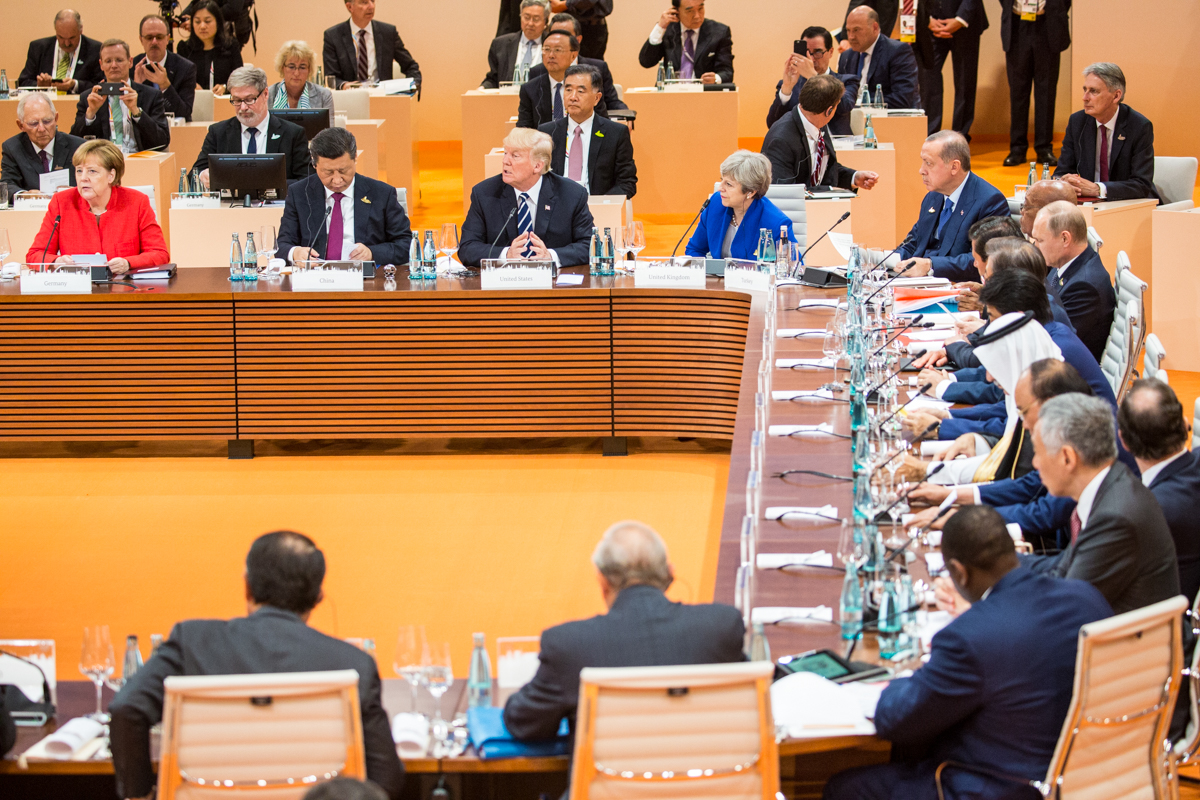
اجلاس گروه ۲۰–۷ ژوئیه ۲۰۱۷

نشست ۲۰۱۷ گروه ۲۰ طی روزهای جمعه و شنبه هفتم و هشتم ژوئیه در شهر بندری هامبورگ آلمان برگزار و توسط آنگلا مرکل، صدراعظم آلمان افتتاح گردید. وی گفت که اکنون میلیون‌ها نفر در سراسر جهان چشم به رهبران گروه ۲۰ دوخته‌اند، تا به حل مشکلات جهان کمک کنند این نشست در سایه فشارها و بحران‌های جهانی، اختلاف‌های سیاسی، اقتصادی و نیز تهدیدات امنیتی برگزار گردید.
در این اجلاس دو موضوع تغییرات اقلیمی و تجارت شاهد بیشترین اختلاف نظرها بوده که ناشی از موضع سفت و سخت پرزیدنت ترامپ رئیس جمهوری آمریکا در این دو حوزه بوده‌است. اختلاف نظر عمده در حوزه تغییرات اقلیمی بود که در آن آمریکا خواستار لحاظ کردن سوخت‌های فسیلی به عنوان یک منبع انرژی در اعلامیه رسمی این گروه شده بود.

## شرکت‌کنندگان

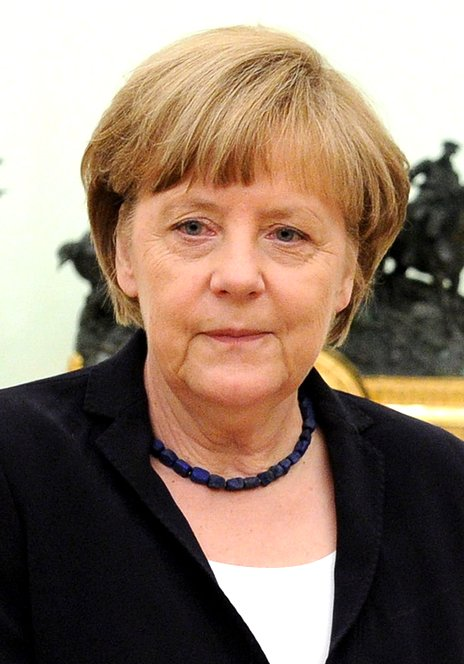
آلمان آنگلا مرکل, صدراعظم آلمان (میزبان)
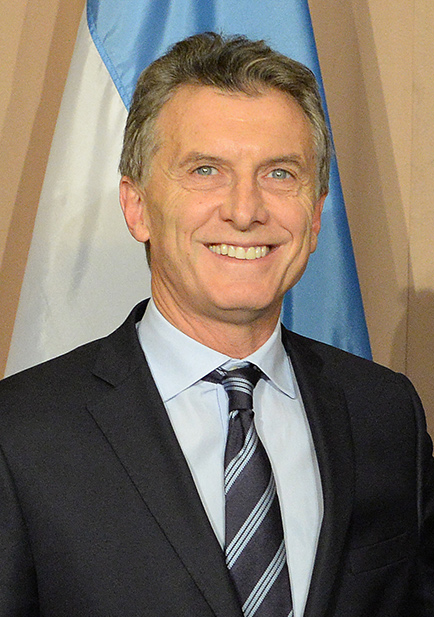
آرژانتین مائوریسیو ماکری، رئیس‌جمهور
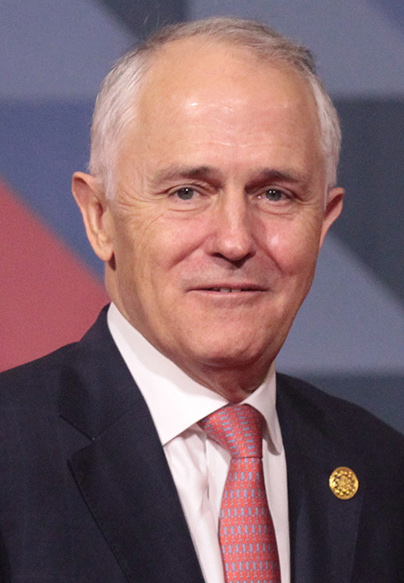
استرالیا مالکوم ترنبول، نخست‌وزیر
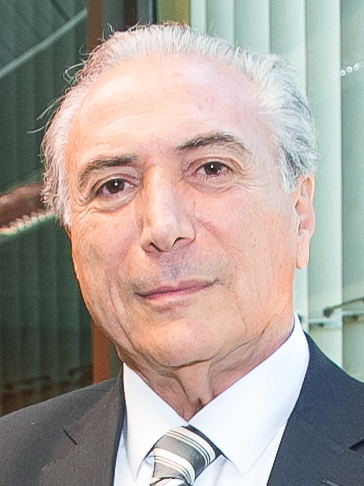
برزیل میشل تمر، رئیس‌جمهور
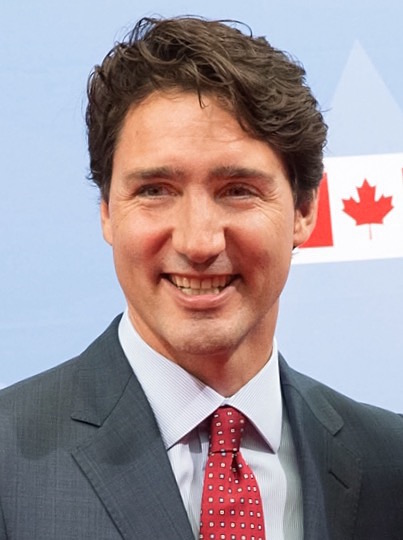
کانادا جاستین ترودو، نخست‌وزیر
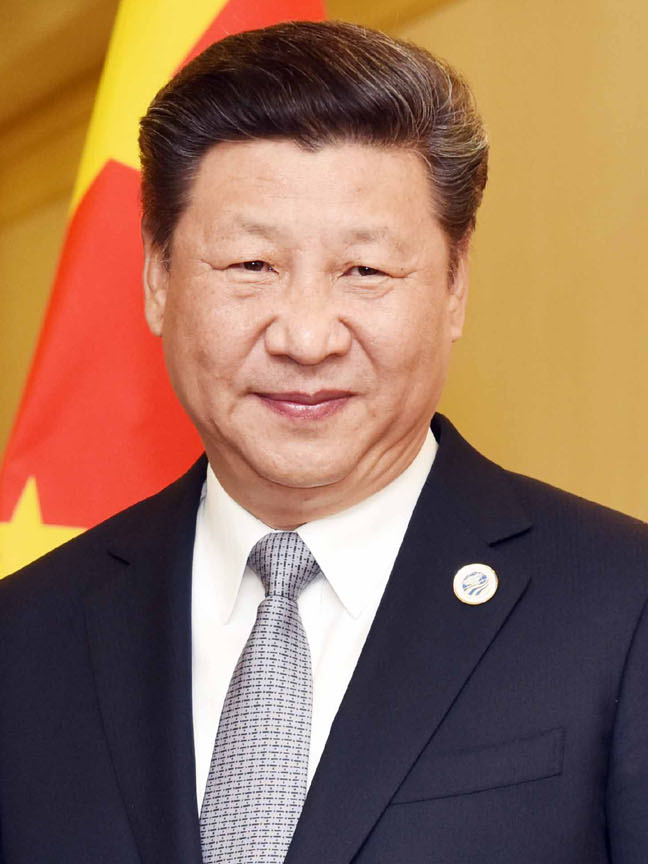
چین شی جین پینگ، رئیس‌جمهور
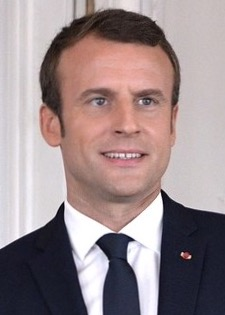
فرانسه امانوئل مکرون، رئیس‌جمهور
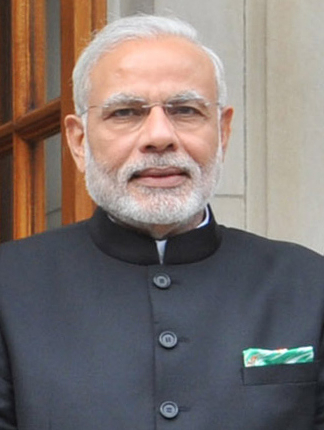
هند نارندرا مودی، نخست‌وزیر
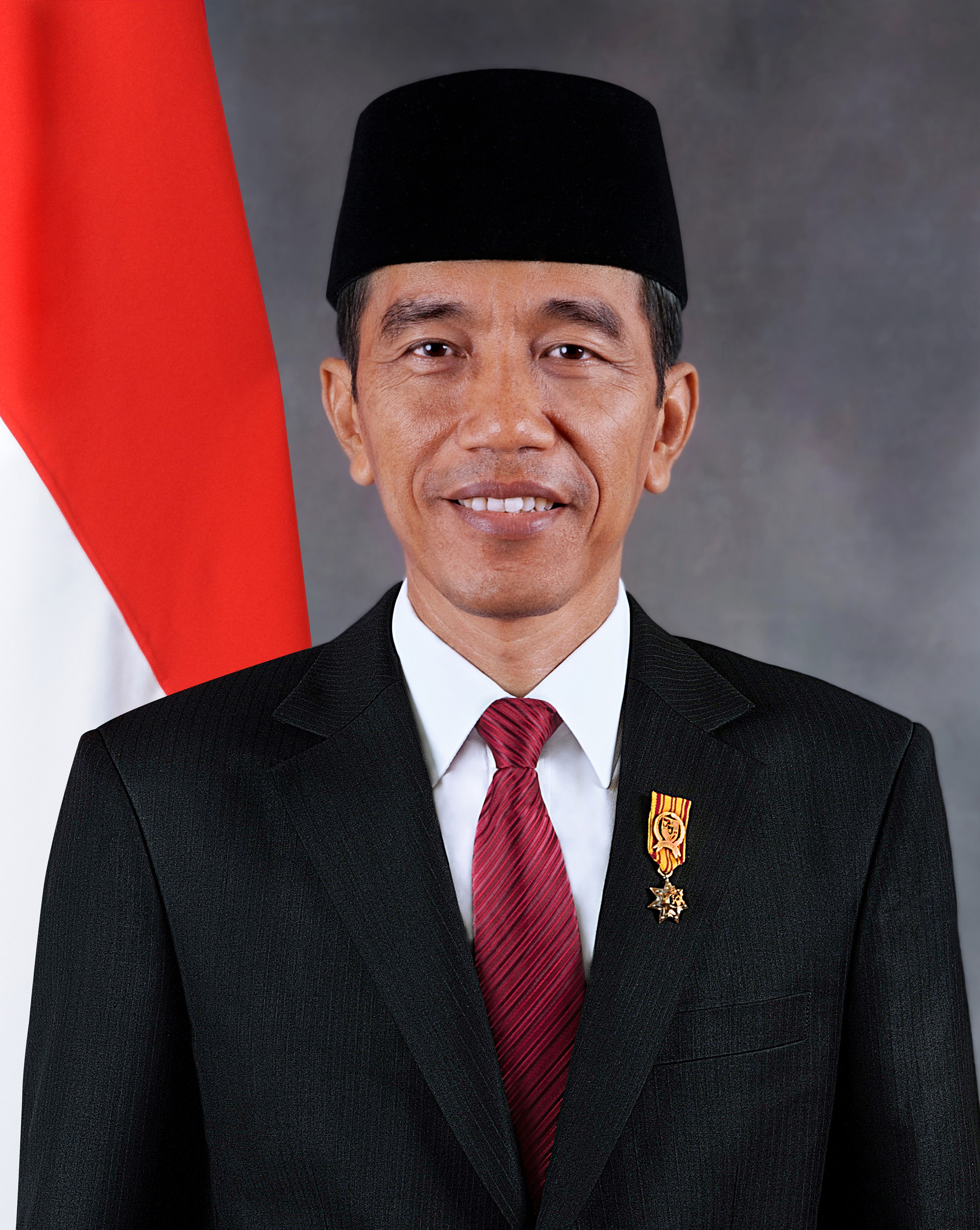
اندونزی جوکو ویدودو، رئیس‌جمهور
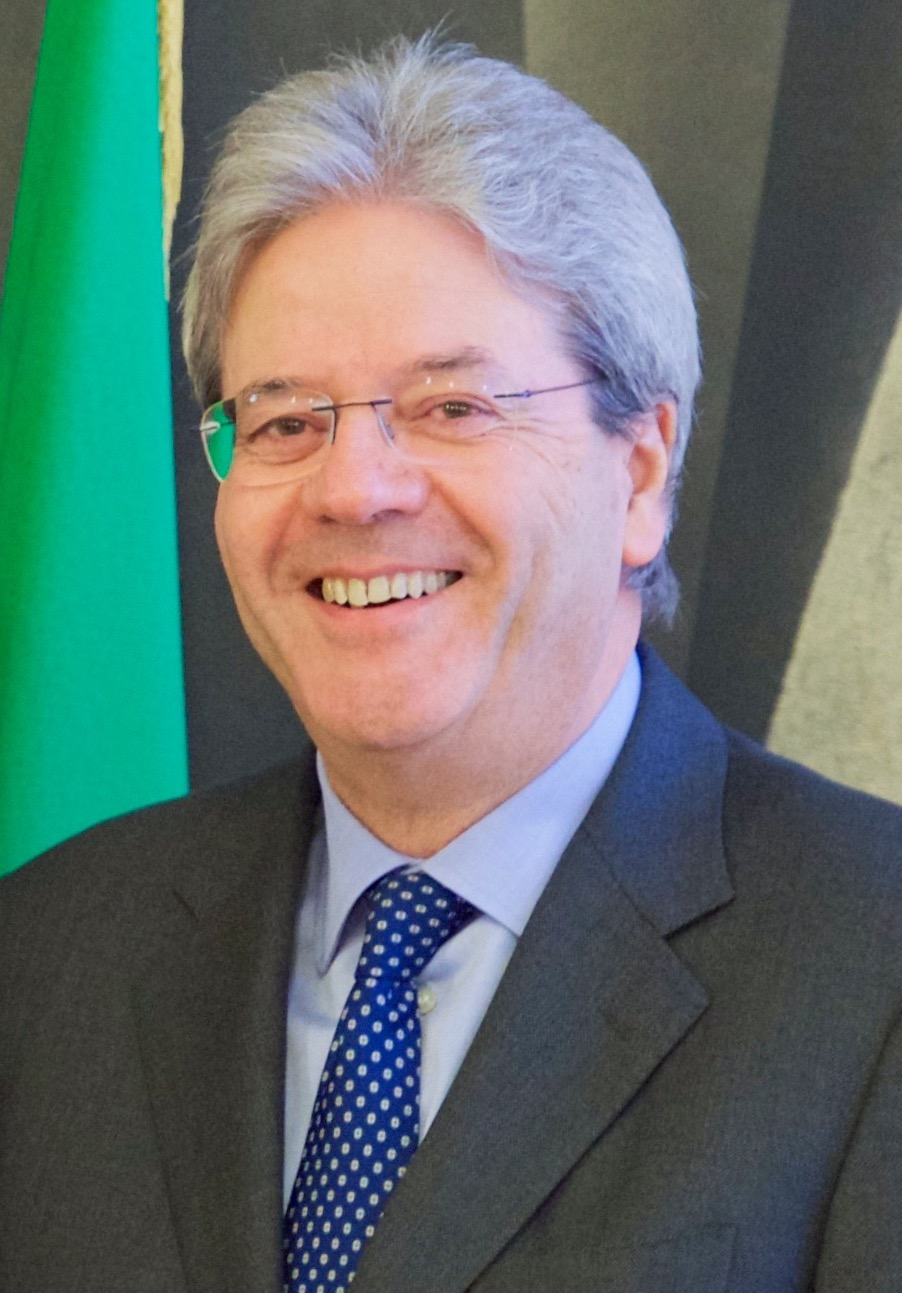
ایتالیا پائولو جنتیلونی، نخست‌وزیر ایتالیا
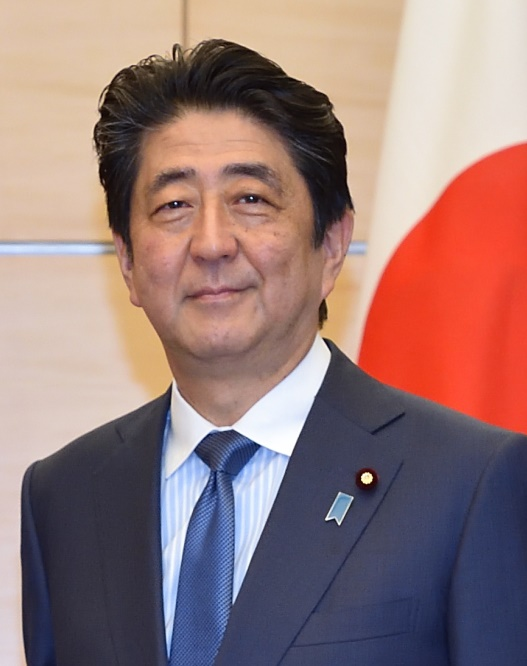
ژاپن شینزو آبه، نخست‌وزیر
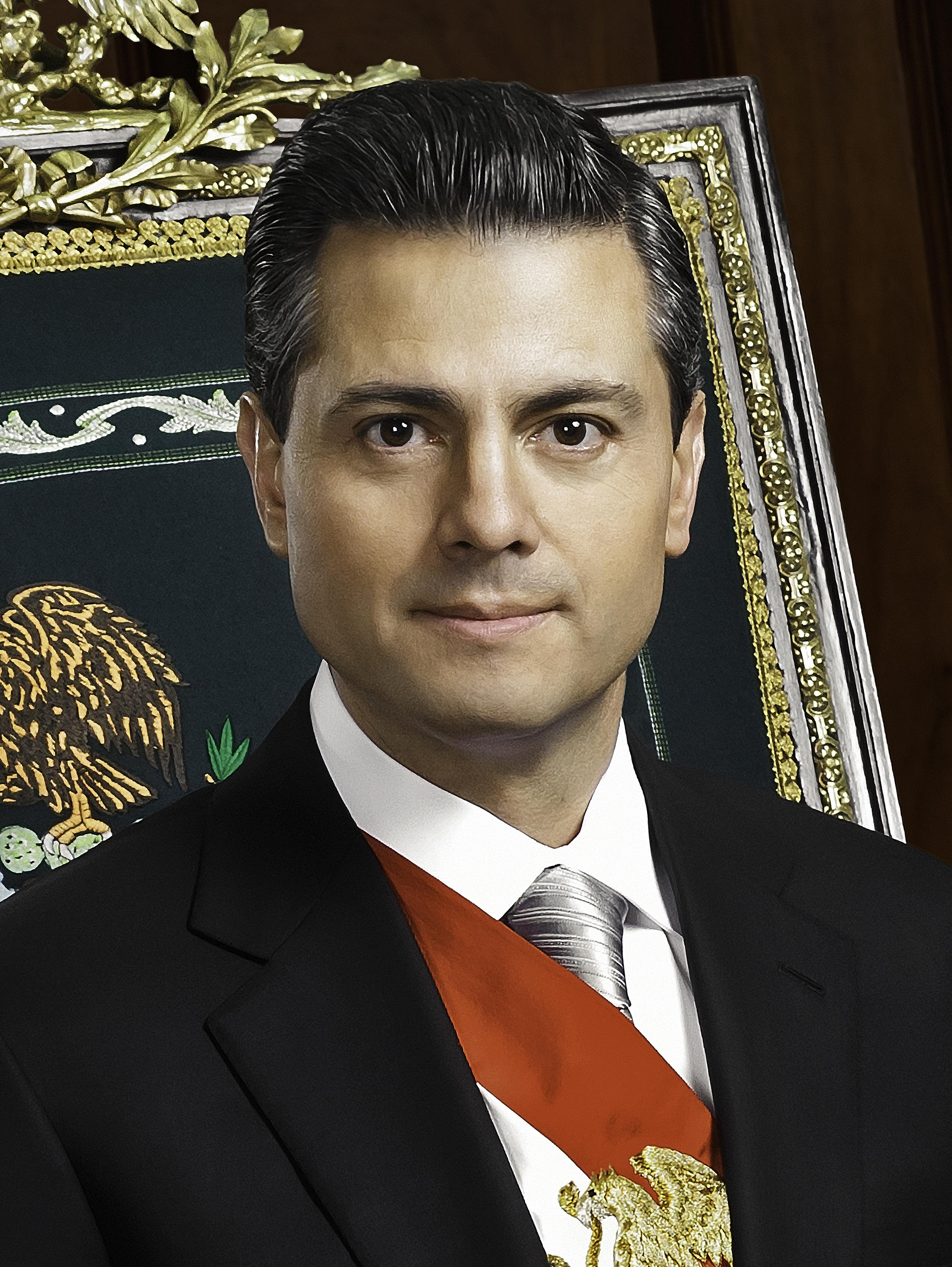
مکزیک انریکه پنیا نیتو، رئیس‌جمهور مکزیک
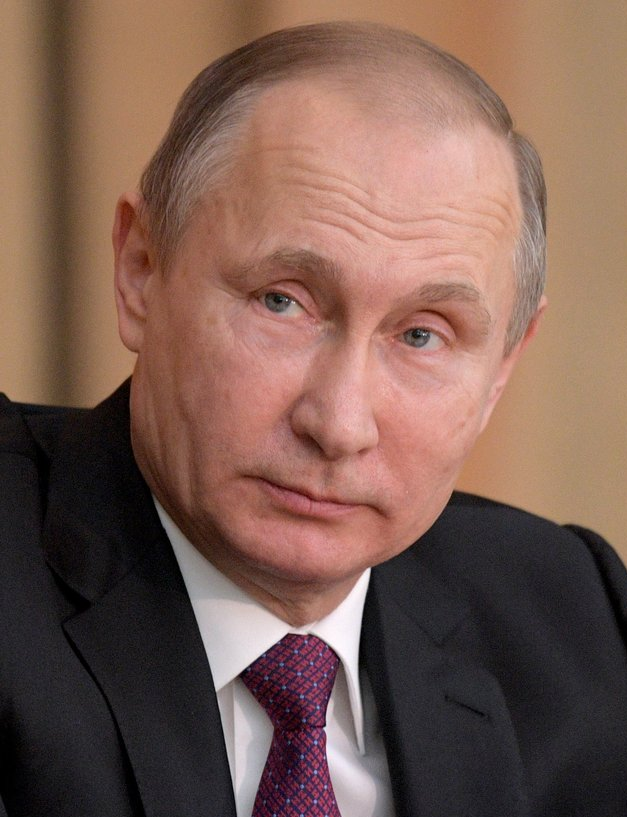
روسیه ولادیمیر پوتین، رئیس‌جمهور
عربستان سعودی إبراهیم بن عبد العزیز بن عبد الله العساف، وزیر مشاور در امور خارجه[۶]
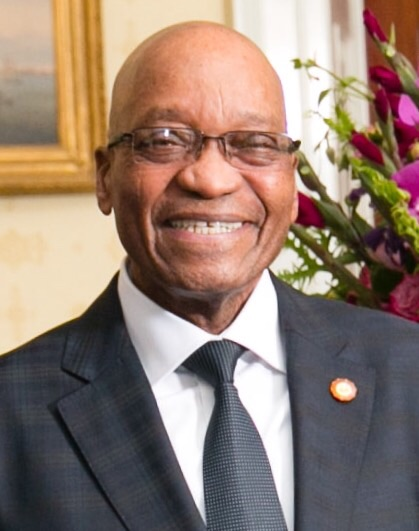
آفریقای جنوبی جاکوب زوما، رئیس‌جمهور
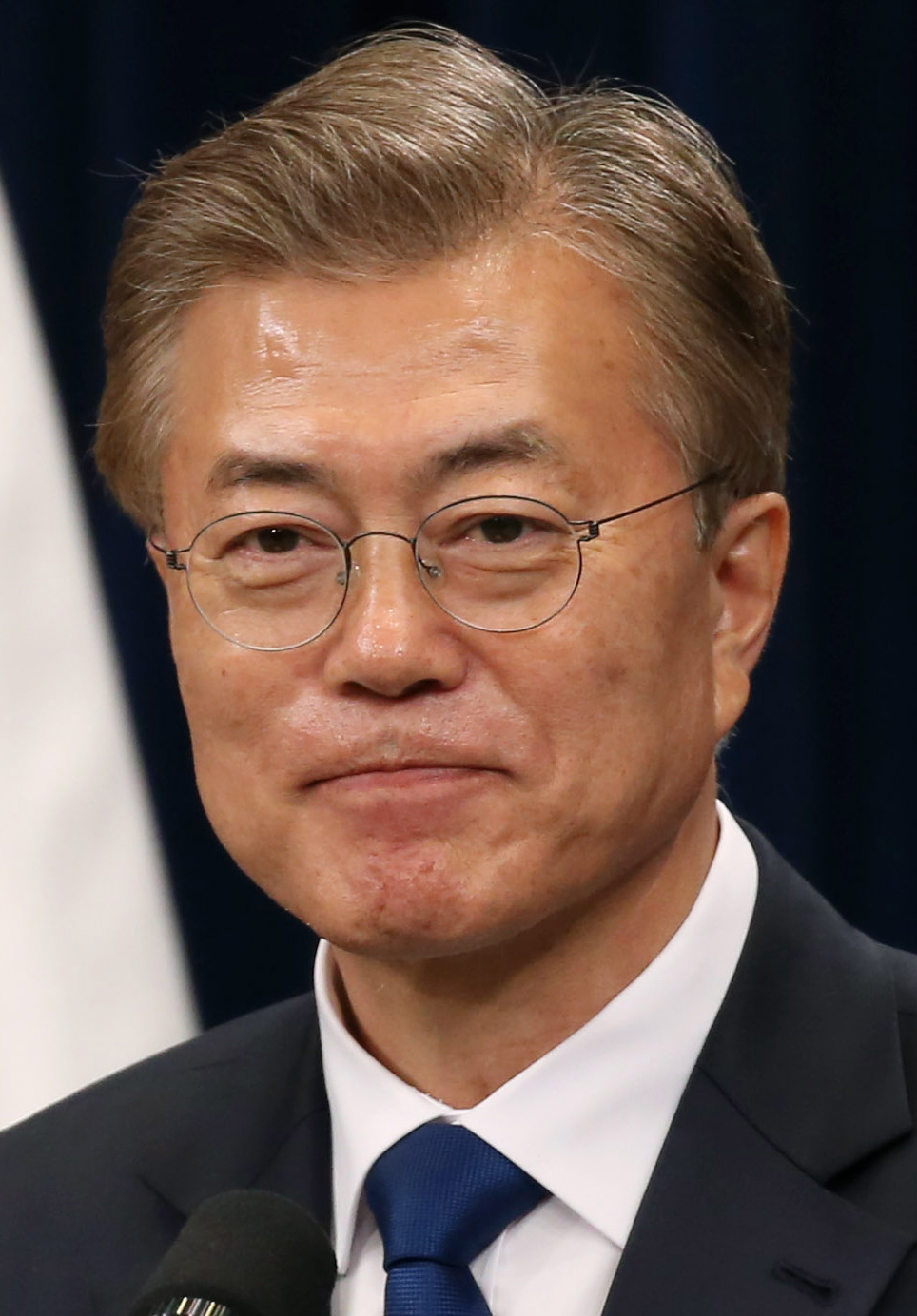
کره جنوبی مون جه-این، رئیس‌جمهور
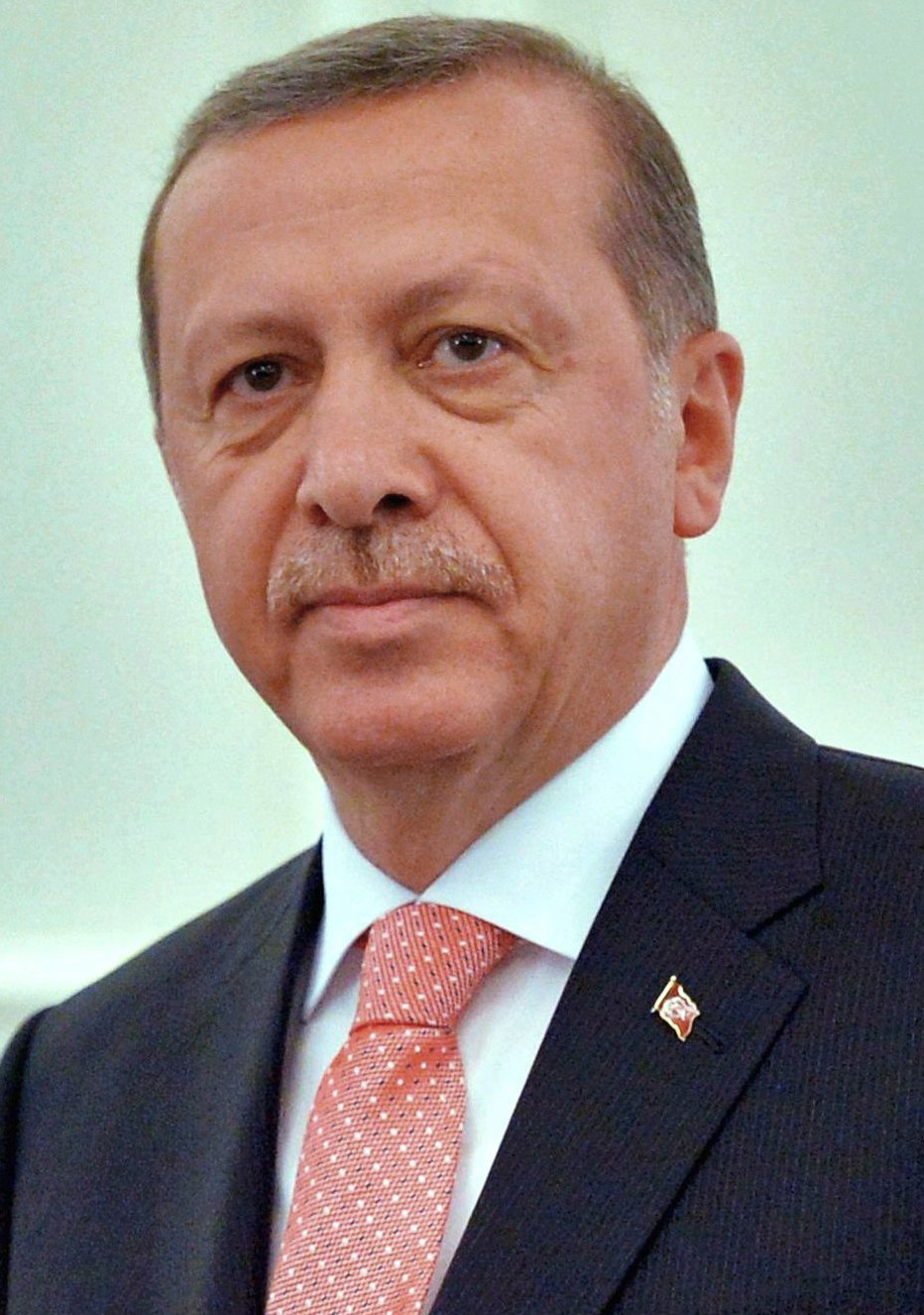
ترکیه رجب طیب اردوغان، رئیس‌جمهور
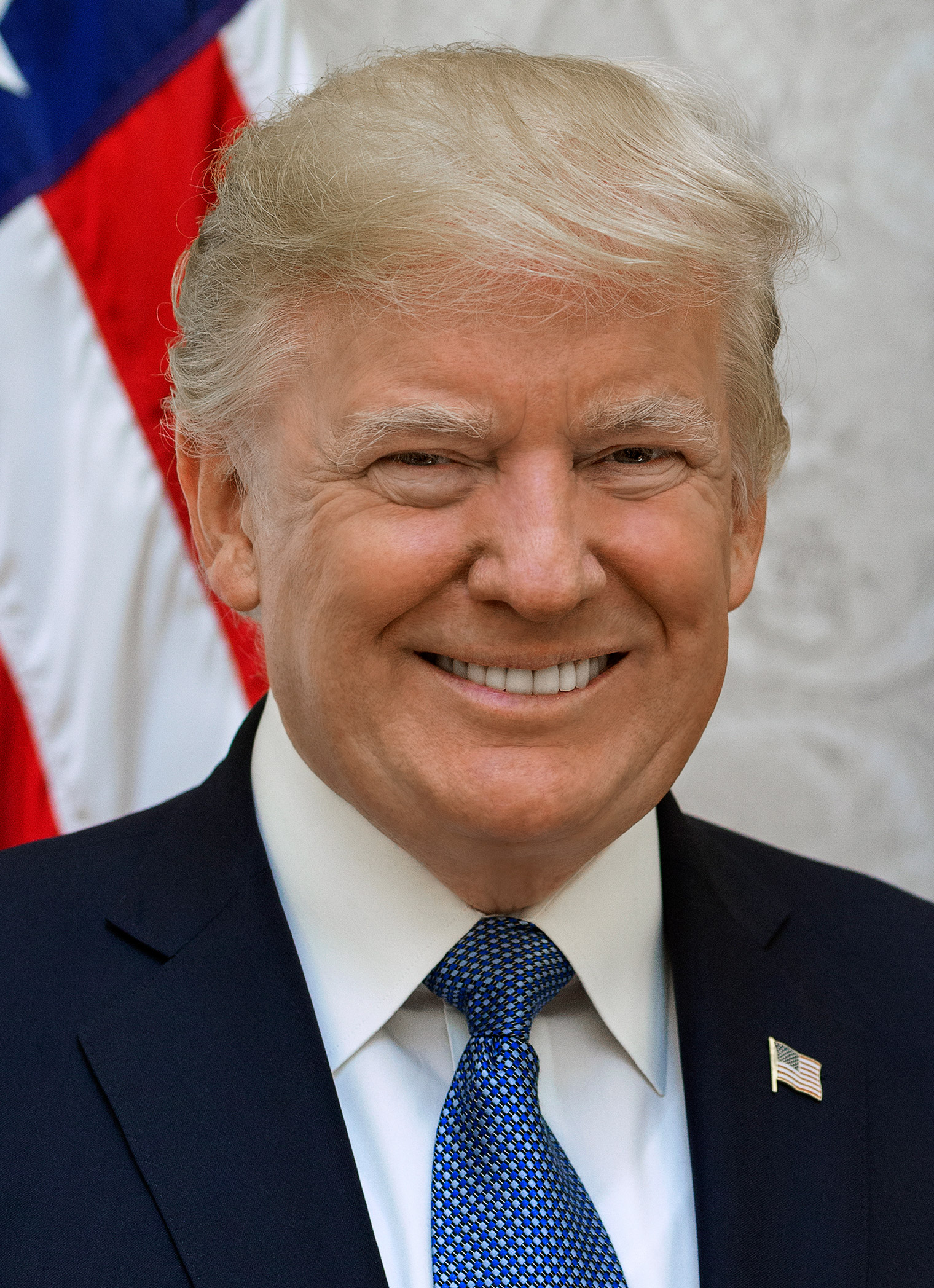
ایالات متحده آمریکا دونالد ترامپ، رئیس‌جمهور
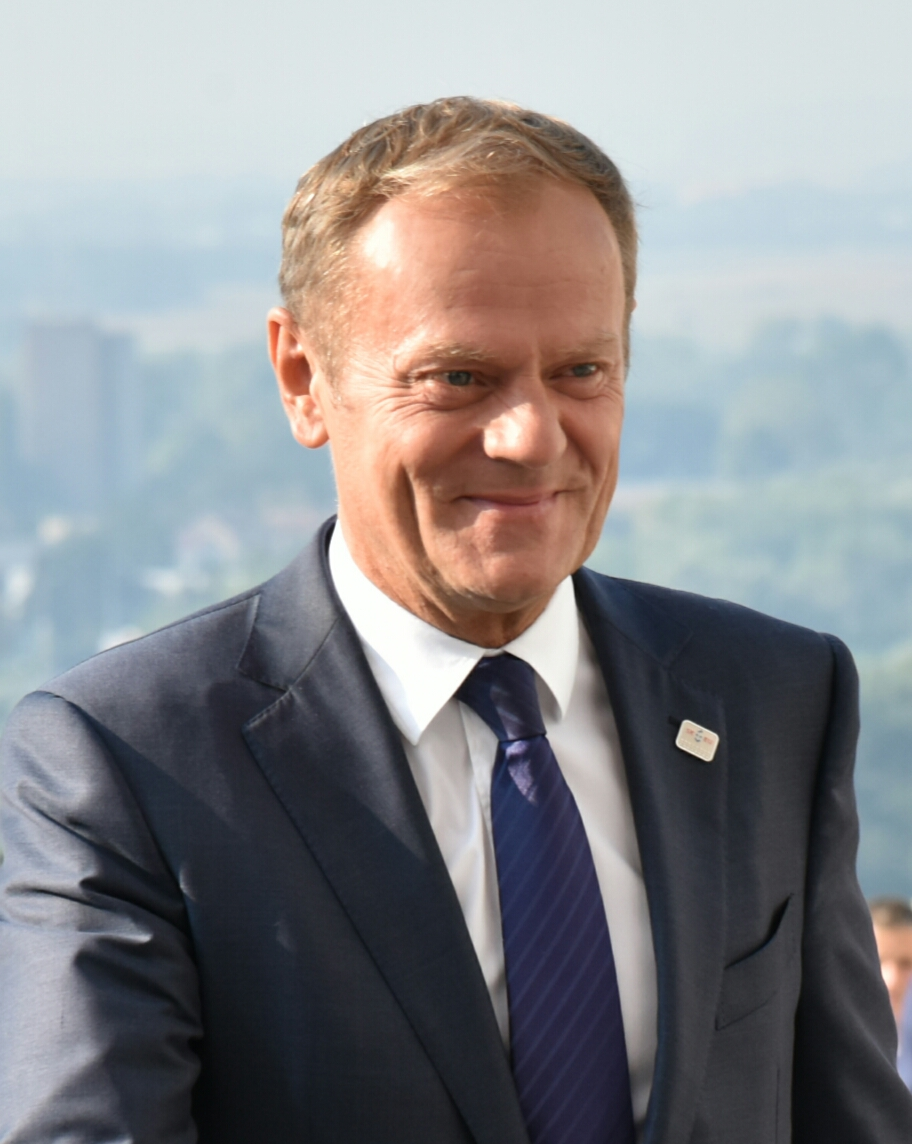
' دونالد توسک، رئیس شورا
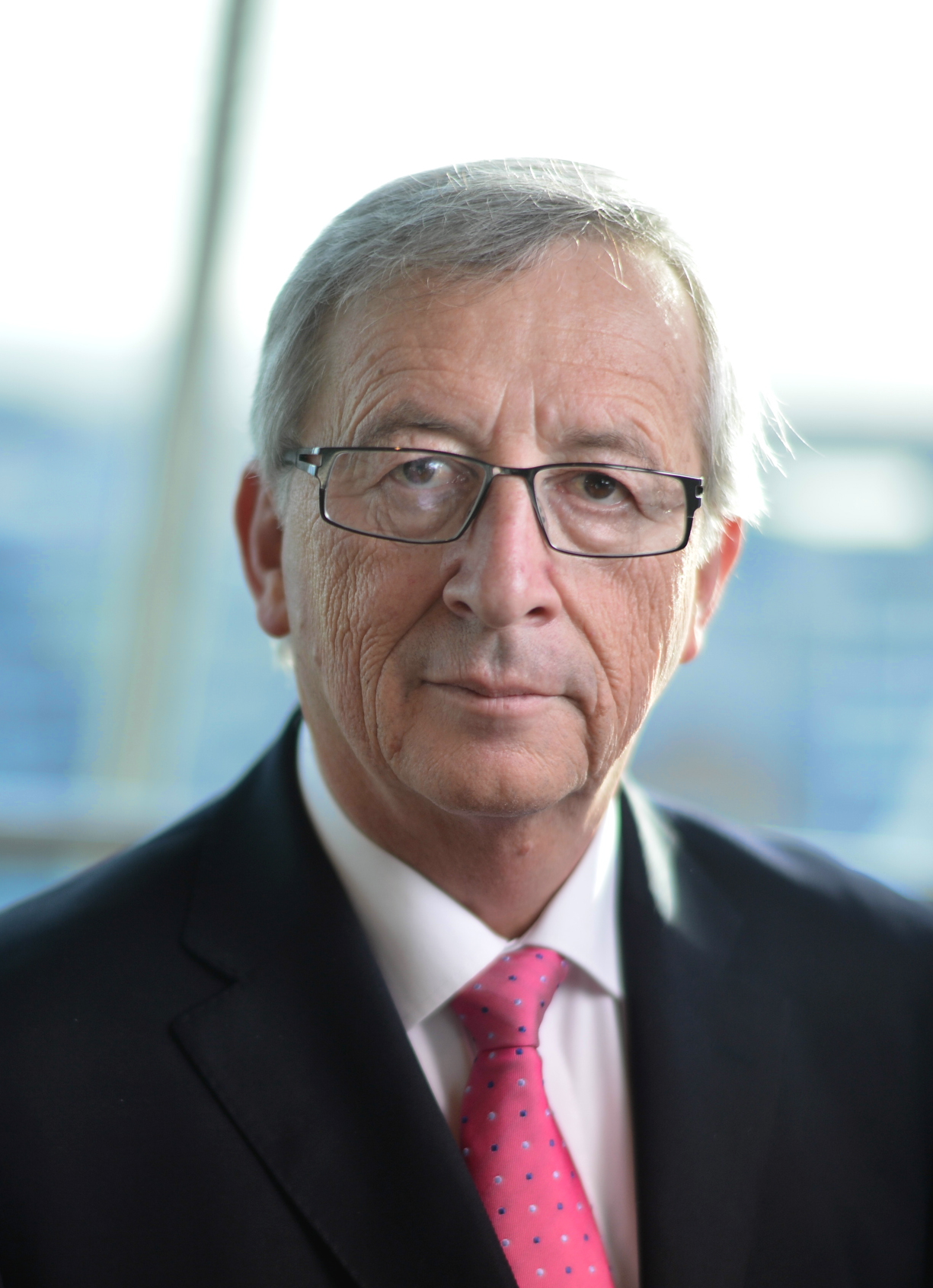
' ژان-کلود یونکر، رئیس کمیسیون اروپا

- اتحادیه اروپا

دونالد توسک، رئیس شورا
- اتحادیه اروپا

ژان-کلود یونکر، رئیس کمیسیون اروپا

## اهداف اجلاس
اهداف نشست ۲۰۱۷ گروه ۲۰ عبارت از کنترل نهادهای مالی در جهان، مبارزه با پولشویی، کاهش محدودیت‌های مبادلات تجاری، مبارزه با تروریسم بین‌المللی، فساد، رشوه‌خواری، نحوۀ برخورد با سیل مهاجران که از کشورهای جنگ‌زده به اروپا سرازیر شده‌اند و کنترل گازهای سمی و مقابله با افزایش گرمای زمین بوده‌است.
همچنین موضوع تجارت جهانی، آزمایش‌های موشکی کره شمالی، جنگ داخلی در سوریه و بحران مهاجران نیز مورد بحث و بررسی قرار گرفت.
در نشست روز شنبه ۸ ژوئیه گروه، دونالد ترامپ تعهد کرد که کشورش برای تأمین مالی برنامه‌های بشردوستانه ۶۳۹ میلیون دلار کمک خواهد کرد؛ بنابراین گزارش، ۳۳۱ میلیون دلار آن قرار است برای کمک به گرسنگان مناطق قحطی‌زده در چهار کشور سومالی، سودان جنوبی، نیجریه و یمن هزینه شود.

## بیانیهٔ پایانی
اجلاس سران گروه ۲۰ پس از دو روز برگزاری در شهر هامبورگ آلمان، روز شنبه ۸ ژوئیه پایان یافت در پایان بیانیه‌ای صادر گردید. تنها مورد اختلاف، بخش تغییرات اقلیمی بود و در بیانیهٔ پایانی آمده‌است که همهٔ اعضای گروه بیست به جز آمریکا بر پایبندی به تعهدات خود در اجرای پیمان تغییرات اقلیمی پاریس تأکید کردند.
در متنی که در بخش آب و هوای این اعلامیه آمده نوشته شده‌است: «آمریکا با همکاری نزدیک با دیگر همتایانش تلاش خواهد کرد تا به دسترسی و استفاده آن‌ها از سوخت‌های فسیلی به صورتی تمیزتر و بهینه‌تر کمک کند.» در این بیانیه همچنین آمده‌است ما به این تصمیم آمریکا توجه داریم که از توافق پاریس بیرون کشیده است، با اینحال تصمیم سایر اعضای جی۲۰ در این رابطه غیرقابل بازگشت است.
یک مورد اختلاف دیگر در این اجلاس در امر تجارت بود که رهبران حول آن به توافق رسیدند و آن مقابله با پروتکشنیزم (حراست از منافع اقتصاد داخلی در مقایسه با جهان اقتصادی) شامل همۀ فعالیت‌های غیرمنصفانه تجاری و به رسمیت شناختن نقش ابزار دفاع از تجارت قانونی در این رابطه می‌باشد.
همچنین در این اجلاس اعضای گروه ۲۰ توافق کردند راه‌های تأمین مالی گروه‌های تندرو را ببندند.

## کنفرانس خبری امانوئل ماکرون
امانوئل ماکرون، رئیس‌جمهوری فرانسه روز شنبه ۸ ژوئیه پس از پایان اجلاس در یک کنفرانس خبری شرکت کرد و طی آن از برگزاری یک نشست جدید دربارهٔ تغییرات آب‌وهوایی در ۱۲ دسامبر آینده خبر داد. ماکرون گفت: «من می‌خواهم اینجا به شما اعلام کنم که در دوازدهم دسامبر آینده، دو سال پس از توافق پاریس، نشستی دیگر برای تدابیر تازه در زمینهٔ آب‌وهوا و به ویژه برنامۀ تأمین مالی آن برگزار می‌کنم.» وی گفت که نشست آینده همچنین برای شناسایی طرح‌هایی خواهد بود که می‌توانند تأمین مالی شوند و پیشرفت مشخص در زمینۀ این توافق بین‌المللی ۱۹۵ و شاید ۱۹۴ کشور از خود نشان دهند. توافق اقلیمی پاریس که در سال ۲۰۱۵ به امضا رسید اکنون با خروج آمریکا از آن تضعیف شده‌است.

## دیدارهای حاشیهٔ اجلاس و موضعگیری‌ها

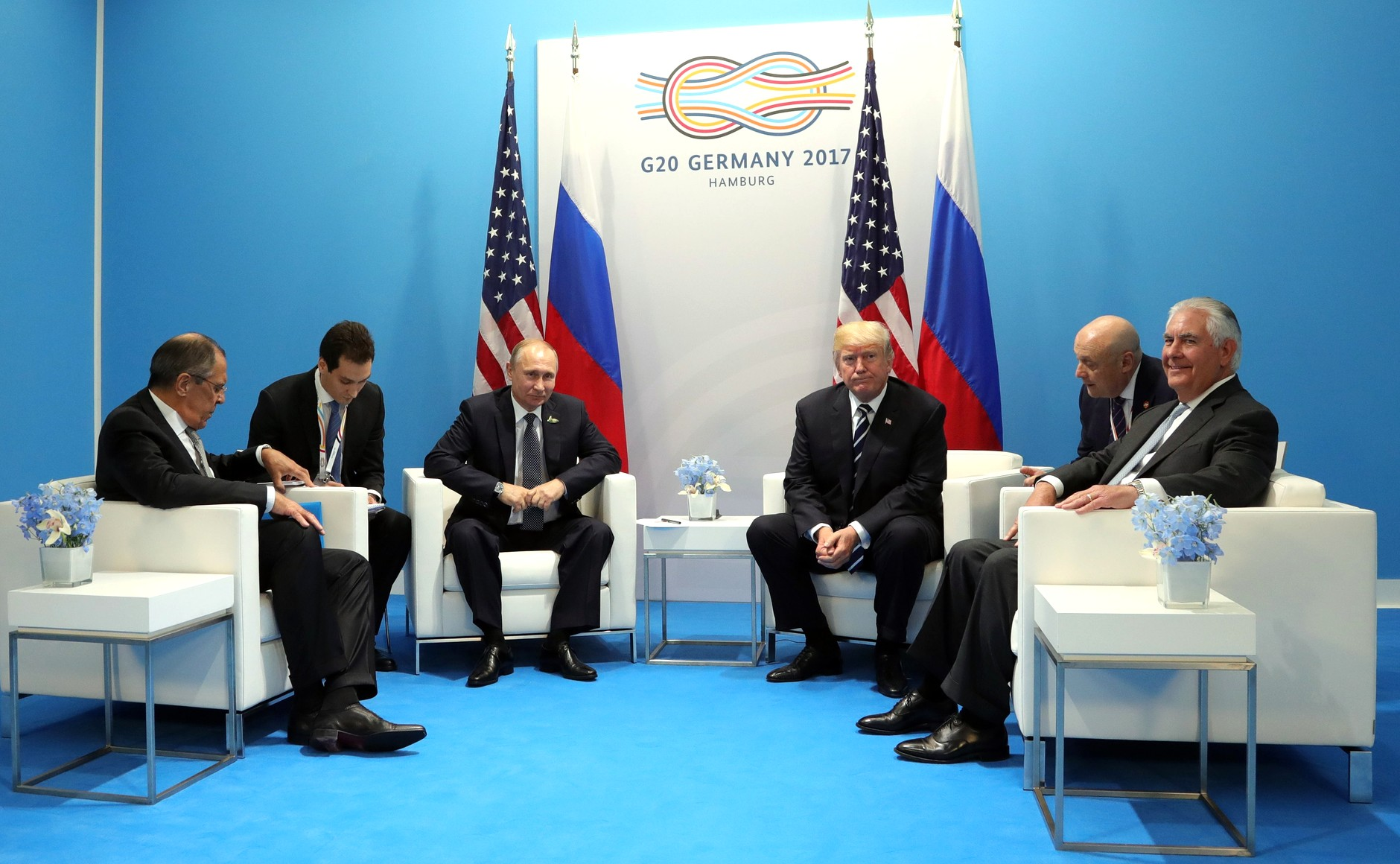
رئیس‌جمهور ایالات متحده، دونالد ترامپ، رئیس‌جمهور روسیه، ولادیمیر پوتین، رکس تیلرسون و سرگئی لاوروف در نشست جی۲۰ هامبورگ، ۷ ژوئیهٔ ۲۰۱۷

روز جمعه ۷ ژوئیه در حاشیهٔ اجلاس گروه ۲۰ رؤسای جمهور آمریکا و روسیه با یکدیگر دیدار داشتند و دربارهٔ آتش‌بس در جنوب‌غربی سوریه در مرز اردن به توافق رسیدند که مقدمهٔ برقراری مناطق عاری از جنگ در جنوب سوریه می‌باشد. این توافق از روز یکشنبه ۹ ژوئیه قابل اجرا است. وزرای خارجه دو کشور رکس تیلرسون و نیز سرگئی لاوروف نیز در این تصمیم‌گیری حضور داشتند. رئیس‌جمهور آمریکا دونالد ترامپ گفت: «ما به رسمیت می‌شناسیم که سوریه نیاز به یک راه‌حل سیاسی دارد که دستور کار مخرب ایران را پیش نبرد و به سازمان‌های تروریستی اجازه ندهد که برگردند.»
اردن از توافق آتش‌بس در سوریه استقبال کرد و گفت: در اجرای آن کمک خواهد کرد. روسیه با ابراز امیدواری گفت: این تصمیم به مناطق عاری از درگیری خواهد انجامید. وزیر دفاع انگلستان، مایکل فالون با احتیاط از این تصمیم استقبال کرد. او گفت: سابقاً هم از این گونه توافق‌ها صورت گرفته اما در عمل نقض شده‌اند.
در حاشیهٔ نشست سران اردوغان و آنگلا مرکل نیز با هم دیدار داشتند و دربارهٔ بحران پناهجویان سوری به اروپا و نیز مناسبات دو طرف گفت‌وگو کردند. از طرف دیگر آنگلا مرکل با دونالد ترامپ هم دیدار داشت. آن‌ها دربارهٔ بحران سوریه و آزمایش‌های موشکی کرۀ شمالی و درگیری‌های اوکراین گفت‌وگو کردند.

## امنیت اجلاس

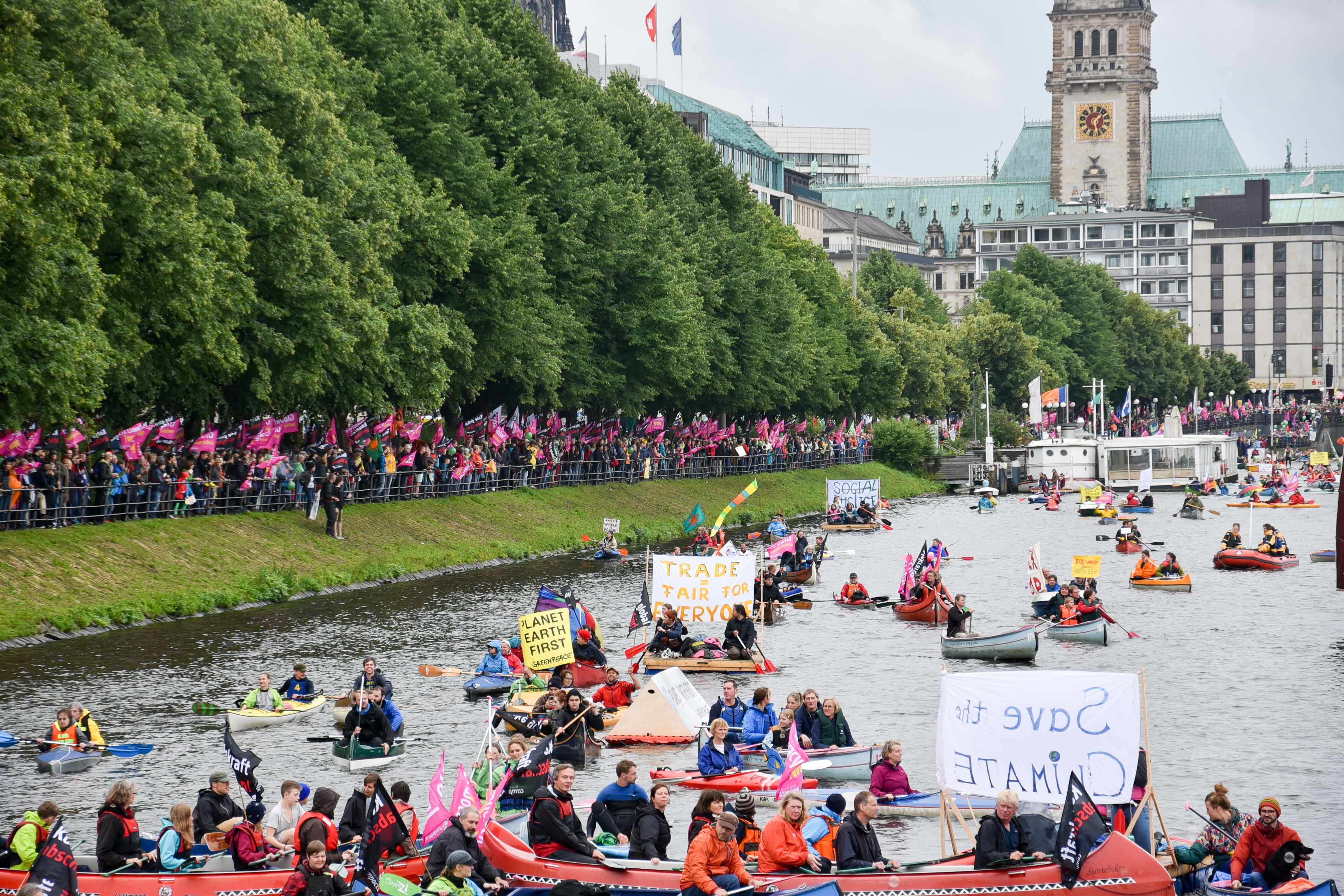
تظاهرات در قایق، در هامبورگ در نزدیکی تالار شهرداری (۲ ژوئیه)

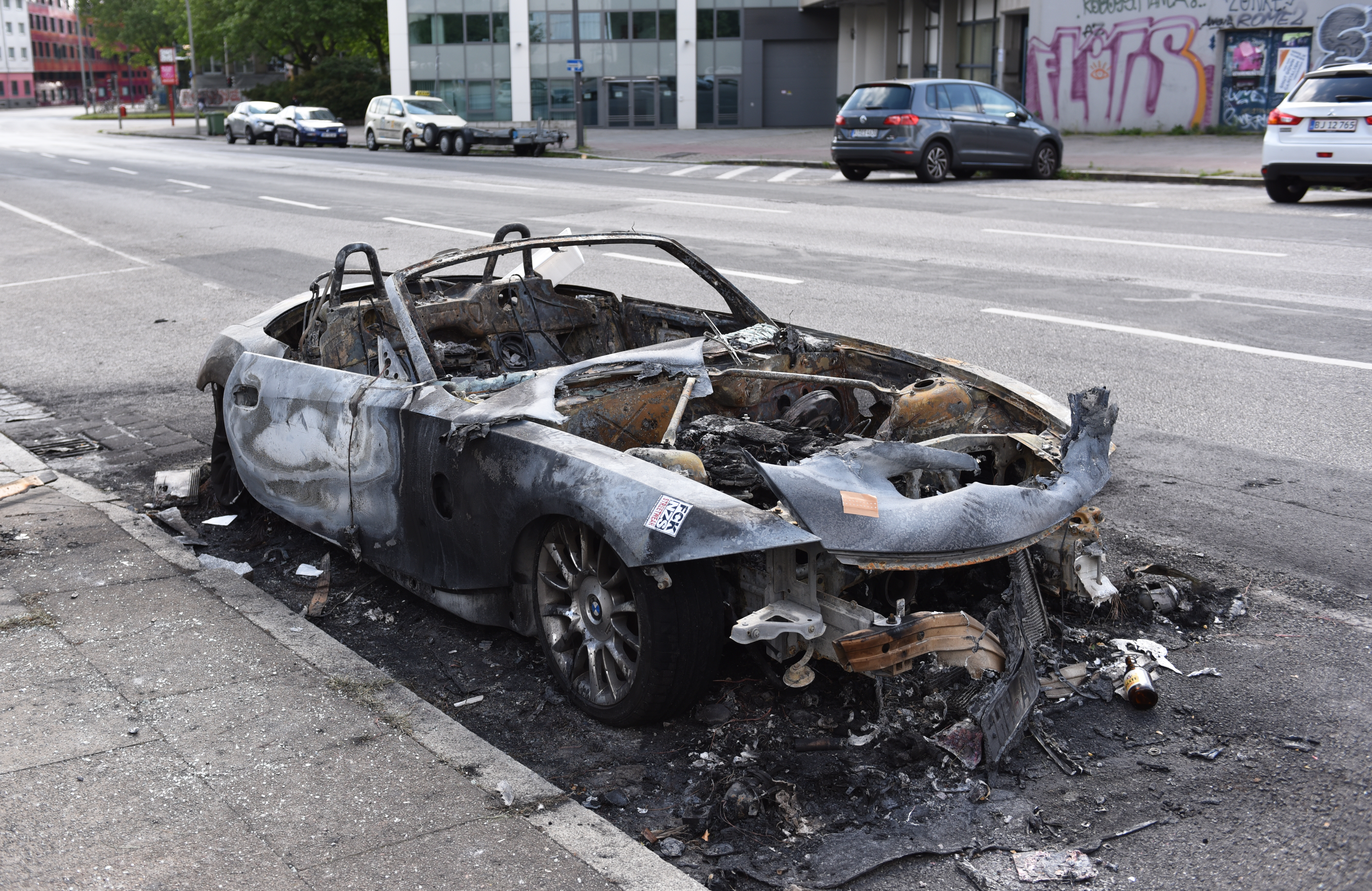
یک ماشین سوخته بعد از شب نخست شورش.

گزارش شده که پلیس آلمان موارد مشکوکی را نظیر چاقو، چوب بیسبال و مواد اشتعال‌زا در خیابان‌های اطراف محل نشست سران گروه ۲۰ پیدا کرده‌است و لذا تدابیر شدید امنیتی را برای این اجلاس در نظر گرفته‌است؛ و حدود ۲۰٬۰۰۰ نیروی امنیتی و پلیس با استقرار در اطراف ساختمان محل اجلاس این مأموریت را به عهده دارند و افزون بر این شهر از طریق هوا نیز با ۱۹ بالگرد محافظت می‌شود.

## اعتراضات
همزمان با اجلاس دو روزۀ سران گروه ۲۰ در هامبورگ آلمان ده‌ها هزار اعتراض‌کننده در این شهر تظاهرات کردند و با پلیس درگیر شدند. تظاهرکنندگان چند خودرو و سطل زباله را به آتش کشیدند. بیشترین درگیری‌ها با کسانی بود که چهرهٔ خود را پوشانده بودند و بنام بلوک سیاه خوانده می‌شدند، دولت آلمان اعلام کرد که حداقل ۱۹۶ نفر از نیروهای امنیتی و پلیس در این تظاهرات زخمی شدند و ده‌ها تظاهرکننده بازداشت شدند. همچنین خسارات سنگینی به فروشگاه‌ها، خودروها و امکان عمومی وارد آمده‌است.